# Parttanya
Parttanya (románul Țărmure) falu Romániában, a Partiumban, Szilágy megyében.

## Fekvése
Sarmaság közelében fekvő település.

## Története
1956 előtt Sarmaság része volt, ekkor vált külön a településtől.
1956-ban 92 lakosa volt.